# Sieweczka madagaskarska
Sieweczka madagaskarska (Anarhynchus thoracicus) – gatunek małego ptaka z rodziny sieweczkowatych (Charadriidae), zamieszkujący Madagaskar. Narażony na wyginięcie.

## Systematyka
Gatunek ten opisał Charles Wallace Richmond w 1896 roku na łamach „Proceedings of the Biological Society of Washington”. Autor nadał mu nazwę Ægialitis thoracica. Holotypem była dorosła samica odłowiona w czerwcu 1895 roku w lokalizacji o nazwie Loholoka na wschodnim wybrzeżu Madagaskaru. Później gatunek umieszczano w rodzaju Charadrius. Analizy filogenetyczne, których wyniki opublikowano w 2022 roku, wsparły przeniesienie większości gatunków (w tym sieweczki madagaskarskiej) z rodzaju Charadrius do Anarhynchus. Nie wyróżnia się podgatunków.

## Zasięg, środowisko
Sieweczka madagaskarska jest gatunkiem endemicznym występującym tylko na wybrzeżach Madagaskaru – zachodnich i południowych, sporadycznie na wschodnich.
Jego naturalnym siedliskiem są subtropikalne lub tropikalne lasy mangrowe, piaszczyste brzegi, niedostępne mokradła, przybrzeżne i słone laguny, nadbrzeżne łąki.

## Wygląd
Jest to najmniejsza na świecie siewka. Długość ciała 13–14 cm; masa ciała: samce 32–42 g, samice 31–43,5 g.

## Status
IUCN klasyfikuje sieweczkę madagaskarską jako gatunek narażony na wyginięcie (VU – Vulnerable). Liczebność populacji szacuje się na 1800–2300 dorosłych osobników, a jej trend jest malejący.